# Solicitud de precio

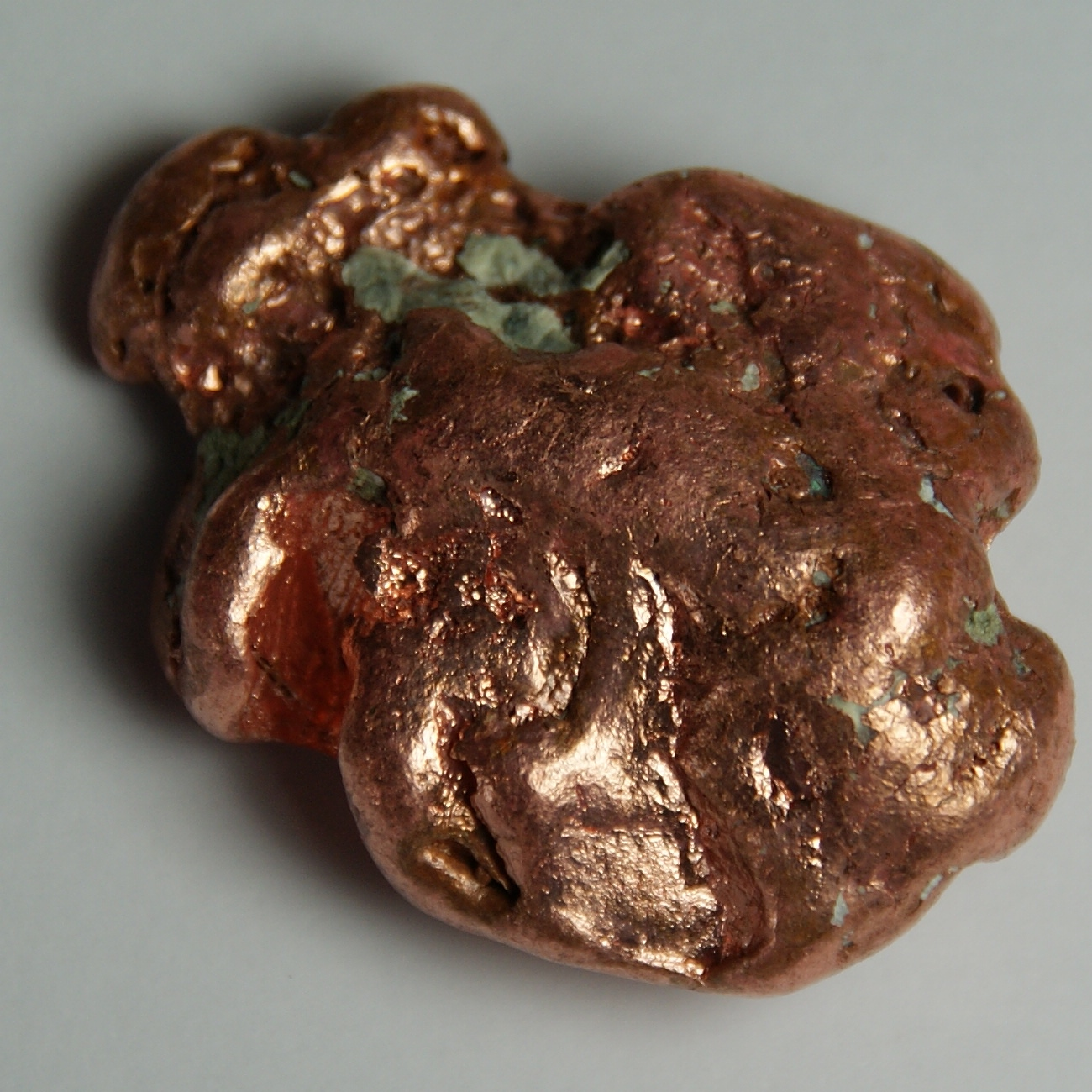
Pepita de cobre, un material estándar sobre el que puede formularse una solicitud de precio

Una solicitud de precio (RFQ por las siglas en inglés de Request For Quotation) es un proceso empresarial estándar cuyo propósito es invitar a proveedores a un proceso de selección para que comuniquen el precio al que estarían dispuestos a suministrar un producto o servicio concreto. Una RFQ generalmente se emplea para propósitos más simples y de menor importe que una licitación (ITB, ITT, IFB o RFT por sus siglas en inglés).

## Características
Una RFQ típicamente implica más que el precio por elemento. A lo largo del proceso de selección puede requerirse también información sobre plazos de pago, nivel de calidad o duración del contrato.
Para que los precios recibidos sean comparables, la RFQ a menudo incluye especificaciones de los productos o servicios, asegurándose así de que todos los proveedores pujan sobre lo mismo. Lógicamente, cuanto más detalladas sean estas especificaciones, más exactos y comparables serán los precios recibidos. Otra razón para ser detallado al formular una RFQ es que las especificaciones podrían ser utilizadas por los proveedores como documentación legalmente vinculante.
La ubicua disponibilidad de Internet ha hecho que muchos organismos estatales recurran a páginas, bien operadas por el Estado (portales de contratación), bien por proveedores, que proporcionan listados de RFQ así como solicitudes de información (RFI) y solicitudes de propuestas (RFP). Muchos organismos permiten a los proveedores inscribirse gratuitamente en estas páginas para recibir luego correos electrónicos que los avisan de solicitudes que esos proveedores podrían estar interesados en satisfacer. En algunos casos todo el proceso se realiza en línea, subiendo al servidor documentos escaneados o PDF. En otros casos, o por razones legales, tiene que enviarse, por correo convencional o mensajería, una copia física de la respuesta en CD, DVD o memoria USB.
Los proveedores tienen que enviar su respuesta antes de la fecha y hora fijadas. Puede haber conversaciones para aclarar capacidades técnicas o posibles errores en la RFQ. La oferta no tiene que significar el fin del proceso de selección. Pueden sucederse múltiples rondas o incluso una subasta inversa para generar el mejor precio de mercado .
Las RFQ se adaptan mejor a los productos y servicios tan estandarizados y de suministro tan convencional y generalizado como sea posible (por ejemplo hierro, acero, metano, etileno, electricidad o gas natural, pero no circuitos electrónicos complejos o grandes vehículos industriales). Esto hace que los precios comunicados por los proveedores sean comparables. En la práctica, muchas empresas utilizan una RFQ en casos en que sería más apropiada una licitación (ITB, ITT, IFB o RFT por sus siglas en inglés) o una solicitud de información (RFI).
Una RFQ permite a diferentes suministradores ofrecer sus precios, entre los cuales se seleccionará el mejor. También incrementa la competencia en la puja, porque imbuirá en cada proveedor la sensación de que no es el único que presenta su oferta.
Las RFQ se utilizan generalmente en el entorno empresarial, pero también pueden darse en el consumo familiar con las compras colectivas (por ejemplo un grupo de consumidores se asocia para solicitar a varias compañías eléctricas precios de suministro). Aunque presenta analogías, no puede considerarse RFQ la petición de presupuesto por parte de una persona para un determinado trabajo (por ejemplo, la reforma de su vivienda), ya que ni el servicio solicitado ni el procedimiento para solicitarlo están estandarizados.

## Lectura recomendada
- La solicitud de precio comparada con las de información y propuestas, y con la licitación. Contextos sugeridos para utilizar cada una. (en inglés)

- Datos: Q355618